# Twentynine Palms Base
Twentynine Palms Base was een census-designated place (CDP) in de Amerikaanse staat Californië die bestuurlijk gezien viel onder San Bernardino County. Bij de plaats ligt de Marine Corps Air Ground Combat Center Twentynine Palms.
Bij de volkstelling in 2000 werd het aantal inwoners vastgesteld op 8413.
Vóór de volkstelling van 2010 werd de CDP opgeheven. 

## Geografie
Volgens het United States Census Bureau beslaat de plaats een oppervlakte van 3,7 km², geheel bestaande uit land.

## Plaatsen in de nabije omgeving
De onderstaande figuur toont nabijgelegen plaatsen in een straal van 56 km rond Twentynine Palms Base.